# Чемпионат Болгарии по тяжёлой атлетике 1983
Чемпионат Болгарии по тяжёлой атлетике 1983 года прошёл с 29 апреля по 2 мая в Варне. Атлеты были разделены на 10 весовых категорий и соревновались в двоеборье (рывок и толчок). 1 мая Благой Благоев в весовой категории до 90 кг установил мировые рекорды в рывке (195,5 кг), толчке (228,5 кг) и жиме (420 кг).

## Медалисты
| Категория    | Золото                              | Золото                 | Серебро                                    | Серебро  | Бронза                           | Бронза   |
| До 52 кг     | Любомир Хаджиев ЦСКА                | 245 кг                 | Женя Сарандалиев «Марица» Пловдив          | 242,5 кг |                                  |          |
| До 56 кг     | Николай Димитров «Сливен»           | 260 кг                 | Хасан Хасанов ЦСКА                         | 235 кг   | Ивелин Дочев «Черноморец» Бургас | 225,5 кг |
| До 60 кг     | Реджеб Реджебов «Лудогорец» Разград | 297,5 кг               | Стефан Димитров «Добруджа» Велико-Тырново  | 290 кг   | Емелиян Янков «Академик» София   | 262,5 кг |
| До 67,5 кг   | Георгий Петриков «Черно море» Варна | 340 кг                 | Янко Русев «Левски Спартак»                | 337,5 кг | Веселин Галабаров ЦСКА           | 315 кг   |
| До 75 кг     | Александр Вырбанов ЦСКА             | 357,5 кг               | Добрин Добрев ЦСКА                         | 332,5 кг | Захари Тодоров «Арда» Кырджали   | 325 кг   |
| До 82,5 кг   | Асен Златев ЦСКА                    | 390 кг                 | Румен Теодосиев «Академик»                 | 365 кг   | Йордан Гюров «Арда» Кырджали     | 350 кг   |
| До 90 кг     | Благой Благоев «Черно море» Варна   | 420 кг (192,5 + 227,5) | Любомир Ушеров «Марица» Пловдив            | 360 кг   | Любомир Николов «Академик» София | 360 кг   |
| До 100 кг    | Бойко Пырванов ЦСКА                 | 375 кг                 | Петр Йорданов «Академик» София             | 362,5 кг | Пламен Шанов «Сливен»            | 362,5 кг |
| До 110 кг    | Янко Георгиев «Славия»              | 395 кг                 | Красимир Керанов «Добруджа» Велико-Тырново | 370 кг   | Румен Шопов «Академик» София     | 367,5 кг |
| Свыше 110 кг | Антонио Крыстев                     | 430 кг                 | Владимир Пенев «Академик»                  | 387,5 кг | Любомир Димитров «Академик»      | 372,5 кг |